# سفارت آمریکا در بغداد
سفارت آمریکا در بغداد (انگلیسی: Embassy of the United States, Baghdad)، نمایندگی دائم دولت ایالات متحده آمریکا در جمهوری عراق است. این سفارت با مساحت ۴۲۰ هزار متر مربع بزرگ‌ترین و گران‌ترین سفارت جهان است و تقریباً به اندازه واتیکان است. این سفارت پنج برابر سفارت آمریکا در ایروان است، که آن در رتبه دوم قرار می‌گیرد.
سفارت آمریکا در بغداد بعد از تأخیر فراوان در ژانویه ۲۰۰۹ افتتاح شد. این سفارت جایگزین سفارت قبلی آمریکا شد که در محل کاخ سابق صدام در منطقه سبز بغداد قرار داشت. هزینه ساخت این سفارت ۷۵۰ میلیون دلار بوده و بیش از ۱۶ هزار کارمند دارد.

## حمله در دسامبر ۲۰۱۹
در ۳۱ دسامبر ۲۰۱۹ معترضان و شبه‌نظامیان عراقی هوادار ایران به این سفارت حمله کردند. معترضان وارد سفارت شده و بخشی از آن را به آتش کشیدند. افراد حمله‌کننده همچنین به بخش‌های دیگری از این سفارت آسیب زدند. این حمله در واکنش به بمباران هوایی مواضع کتائب حزب‌الله توسط نیروی هوایی آمریکا بود.در واکنش نیز ایالات متحده قاسم سلیمانی را در فرودگاه بغداد، ترور کرد.